# Associação Trairiense de Futebol
A Associação Trairiense de Futebol, mais conhecido por Trairiense, é um clube de futebol da cidade de Trairi, localizada a 128 quilômetros da cidade de Fortaleza, no estado do Ceará. O clube foi fundado em 4 de abril de 2004.
Seu maior título conquistado é a Série B do Campeonato Cearense de 2011, o que deu acesso ao clube à primeira divisão do campeonato cearense em 2012, no qual ficou na décima colocação, retornando assim para Série B Cearense em 2013.
A Trairiense está inativo desde 2014, quando disputou pela última vez a Segunda Divisão do Campeonato Cearense.

## Símbolos

### Uniformes
As cores do uniforme da Trairiense são o amarelo e o verde, sendo o primeiro uniforme uma camisa amarela com detalhes verdes, acompanhada por um calção verde e meias verdes.
O segundo uniforme é composto por uma camisa branca com detalhes amarelos, um calção branco e meias brancas.

### Mascote

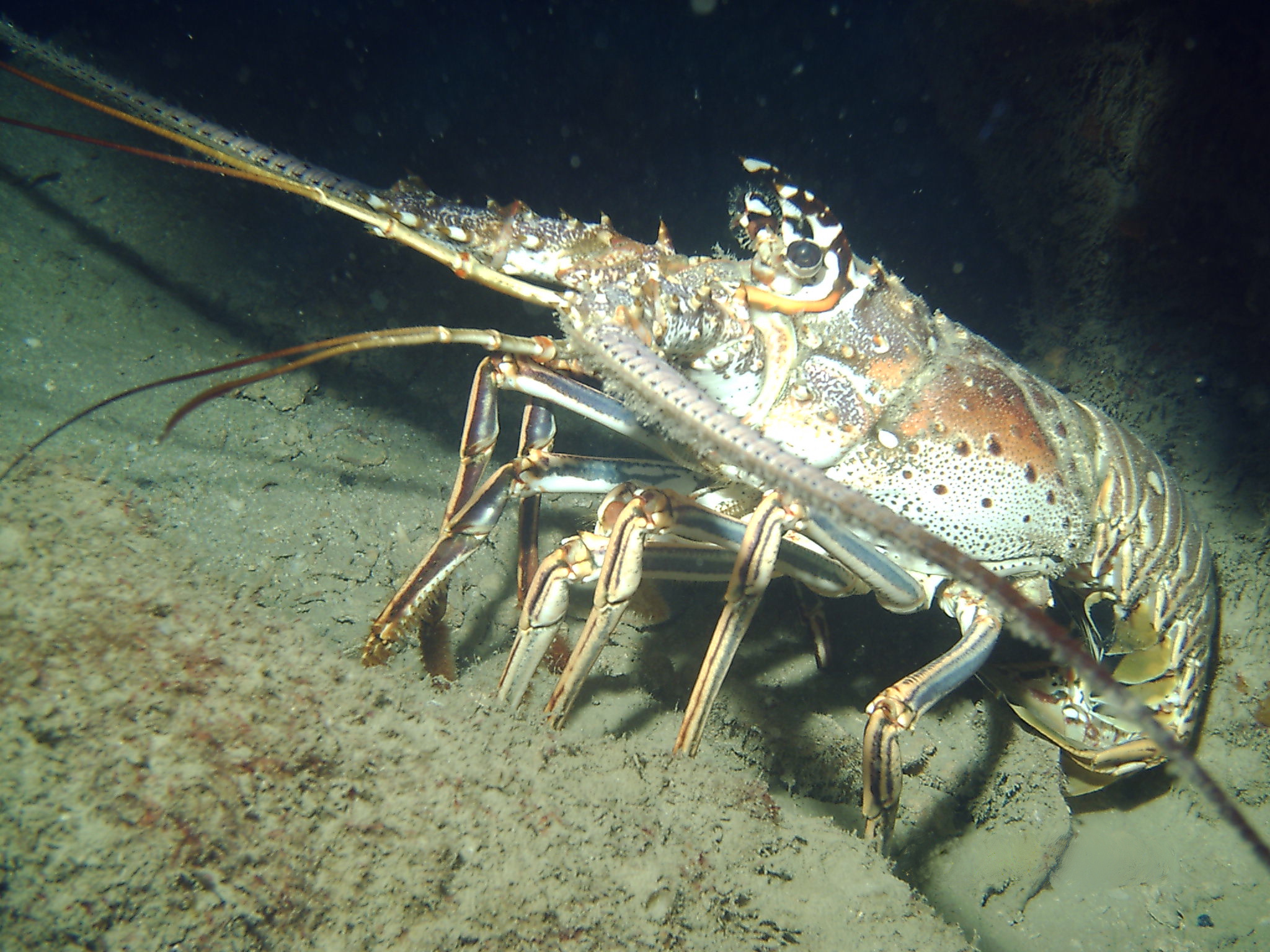
Lagosta, a mascote do Trairiense.

A lagosta é o mascote da Trairiense.

## Desempenho em Competições

### Campeonato Cearense - Série A
| Ano  | Posição                                  |
| 2012 | 10º (Rebaixado para Série B do Estadual) |

### Campeonato Cearense - Série B
| Ano  | Posição               |
| 2005 | 8º                    |
| 2006 | 6º                    |
| 2007 | 8º                    |
| 2008 | 6º                    |
| 2009 | 8º (Vice-Lanterna)¹   |
| 2010 | 4º                    |
| 2011 | (Campeão e Promovido) |
| 2013 | 10º                   |
| 2014 | 7º                    |

¹Não houve rebaixamento

### Campeonato Cearense - Série C
| Ano  | Posição                    |
| 2004 | (Vice-Campeão e Promovido) |

## Títulos
| ESTADUAIS | ESTADUAIS                     | ESTADUAIS | ESTADUAIS  |
|           | Competição                    | Títulos   | Temporadas |
| --------- | ----------------------------- | --------- | ---------- |
|           | Campeonato Cearense - Série B | 1         | 2011       |

### Vices-Estaduais
- Vice-Campeonato Cearense - Série C: 2004